# 鄭覃
鄭覃（？—842年），郑州荥泽县（今河南省郑州市）人，唐朝官员，唐文宗年间任宰相。他被视为牛李党争中李党的领袖之一。封滎陽郡公。

## 家庭背景
鄭覃的生年不详，但他出生於一个显赫的家庭，父亲鄭珣瑜在唐德宗、唐顺宗父子年间任宰相。

## 仕途生涯
在步入仕途前，一開始在弘文館担任校書郎的職務，此後也當過像拾遺、補闕这样的小官，担任补阙时，与崔植同僚且同为贤相之子，每朝廷有得失，两人都上疏论执，誉望蔚然。
之後又被借調去擔任考功員外郎與刑部郎中。
元和十四年（819年）二月，郑覃被任命为諫議大夫。当唐宪宗想派五位宦官为京西北和籴使率军运粮到西北的回鹘、吐蕃边境时，郑覃上疏表示反对，唐宪宗便取消了这项命令。
元和十五年（820年），唐宪宗驾崩，唐穆宗继位。但唐穆宗喜好享乐。十月，在阁内召集群臣。郑覃和崔郾、崔玄亮等四名同僚趁机进谏，指出穆宗把太多的时间花在了饮宴和游乐上，在赏赐宠臣时耗费了国库太多的金钱。穆宗很惊讶，起初感到不悦，问宰相萧俛这是谁的上书。萧俛说这是谏议大夫们的主意。穆宗好言抚慰了他们，但并没有将进言的内容付诸实际，只是稍减畋猎。当时久无阁中奏事，郑覃等有所抗论，人们都相庆贺。郑覃也得以赐爵。
当月稍早，长期对抗朝廷的成德（军部在今石家庄）节度使王承宗去世了，成德军想拥立其弟王承元为新的节度使，但王承元想把成德军的军权交还给朝廷。成德军于是不让他就任義成（军部在今安阳）节度使。王承元请求穆宗派一位重臣来劝士兵就范，于是十一月穆宗派遣郑覃为宣谕使，王璠为副，命他们向成德军宣布朝廷的命令并赐钱一百万贯，并赦囚徒，给孤独、废疾不能自立者粟帛各有差。郑覃向成德军谕以大义，士兵们也终于让王承元去赴任了。同月，考功员外郎李渤上奏重提郑覃等谏畋游事，考其为上下，但穆宗不回复，冯宿领考功后废李渤之议。
长庆元年（821年），翰林学士元稹、李德裕与中书舍人李宗闵发生争斗。李宗闵的下级盟友右补阙楊汝士和禮部侍郎錢徽负责科举，前宰相西川节度使段文昌和翰林学士李紳秘密将与自己交好的一些进士写下来请求錢徽照顾。但发榜时，这些进士并未上榜，郑覃的弟弟鄭朗、前宰相节度使裴度的儿子裴譔、李宗闵的女婿蘇巢、楊汝士的弟弟楊殷士却都及第。这个结果引起了骚动，段文昌弹劾杨、钱不公，所取进士都无才艺，全凭关节。当穆宗咨询翰林学士们的意见时，李德裕、元稹、李绅都赞成段文昌。穆宗命李宗闵的同僚王起安排重考，将钱徽、李宗闵、杨汝士贬为地方官，还取消了杨、钱选拔的郑朗等10个考生的成绩。一说这就是历时大约40年的牛李党争的开端，党争的一方为李德裕，即李党，另一方为李宗闵及其盟友牛僧孺等，即牛党。郑覃被卷入此次事件后，通常被认为是李党。十一月，郑覃以中大夫、行谏议大夫、云骑尉、荥阳县开国男食邑三百户转給事中，散官、勋如故。
二年（822年）五月，兵部尚书李逢吉指使李赏告发元稹的朋友和王府司马于方受宰相元稹指使结交刺客欲刺杀裴度，左神策军中尉上报此事。诏郑覃与左仆射韩皋、李逢吉三人讯问于方，查无谋刺之事，但元稹和裴度也因此都被罢相。

### 唐敬宗年间
长庆四年（824年）正月，穆宗驾崩，唐敬宗继位，郑覃被任为御史中丞，十月又权知工部侍郎。宝历元年（825年）闰七月，他又被任为京兆尹。九月，赞扬了高陵令刘仁师的德政。

### 唐文宗年间

#### 拜相前
宝历二年（826年）末，唐敬宗被弑，其弟唐文宗继位，郑覃被任为左散骑常侍。太和三年（829年），以本官充翰林侍讲学士，因经籍沦丧，他考察古事，屡次为此进言，文宗因而诏令秘阁搜访遗文，每日添写，复为四库书分藏于十二库。时李德裕先后遭李逢吉和李宗闵排挤，郑覃在禁中为其美言，文宗才仍保有复用他的心思。四年（830年）三月，他又任工部尚书。郑覃对中国古典典籍很有研究，行事也很正直，文宗因此尊敬他。在郑覃建议下，文宗准其所奏置五经博士，开始了一项工程，将修改、加注后的典籍刻在石碣上，在太学展览，仿东汉蔡邕故事。这项工程直到开成二年（837年）十月郑覃拜相时才完成，郑覃进《石壁九经》一百六十卷。
五年（831年），李宗闵、牛僧孺拜相，由于郑覃和李德裕交好，遭到李宗闵的薄待，郑覃也因而嫉恨朋党。李宗闵尤其对郑覃仅仅作为翰林侍讲学士却能接近皇帝言事而感到不快，并因而推荐郑覃仅任工部尚书而免去翰林侍讲学士。但文宗喜欢研究典籍，想念郑覃，在六年（832年）二月又任他为翰林侍讲学士。七年（833年）春，李德裕代牛僧孺为相，这时文宗赞扬殷侑对典籍的了解，并与郑覃相比较。李宗闵说：“也许郑覃、殷侑对典籍都很有见解，但他们的意见不足采信。”李德裕则说：“郑覃、殷侑的意见被别人忽略了，陛下可没忽略。”六月，文宗没有咨询李宗闵就任命郑覃为御史大夫，又不久，李宗闵被遣出京城任山南西道（军部在今汉中）节度使。郑覃曾受命与时任尚书右仆射李逢吉疏理刑狱。
八年（834年）九月，李德裕罢相，李宗闵复相，与文宗近臣李训、郑注联合把李党从重要岗位上驱逐下来。十月，郑覃被任命为户部尚书。同月，九年（835年）五月，郑覃被贬授秘书监。六月，李宗闵的盟友京兆尹楊虞卿得罪，李宗闵出言相救，文宗怒斥：“你曾说郑覃是妖气，现在做妖的是郑覃还是你？”李宗闵和杨虞卿被贬，八月，郑覃又任刑部尚书，十月，任尚书右仆射，十一月兼判国子祭酒事。不久，以连州刺史杨敬之代郑覃为国子祭酒。
李训为了收揽人心，将郑覃等有声望却屡被打压的老臣引居高位。十一月，文宗、李训、郑注清洗当权宦官的计划（甘露之变）失败了。李训、郑注和很多朝臣如宰相王涯、贾餗、舒元舆都被宦官逮捕或杀害。在宦官胁迫下，文宗召郑覃和左仆射令狐楚及兵部尚书王源中、吏部侍郎李虞仲等进宫复查王涯的供词——王涯因受刑不过，供认他和其他官员意图推翻文宗，让郑注当皇帝。令狐楚和郑覃证实供词是王涯所写。随后，文宗将两人留在中书省参与机务。文宗下诏恤灾。李训、王涯、贾餗、舒元舆都被处死，郑注被袭杀。不久，令狐楚起草诏书谴责王涯等宰相谋反，但语言空洞，暗示谋反之说不可信，触怒了仇士良，因而未能拜相。在担任侍讲时屡次对文宗言及厚风俗、黜朋比的郑覃则和李石一同被授予同中书门下平章事，相当于宰相。郑覃当时的官爵为银青光禄大夫、守尚书右仆射、上柱国、荥阳郡开国男食邑二千户，拜相后又封荥阳郡开国公。
甘露之变当日令狐楚和郑覃在查案之余还在内殿谈及榷茶事。

#### 拜相
郑覃和李石拜相后，以仇士良为首的宦官经常引用李训和郑注的事例羞辱朝臣。郑覃、李石以李训、郑注最初是由宦官王守澄所推荐来回应。此后，朝臣就依靠郑覃、李石来保证人身安全。十二月，郑覃和李石力主不再牵连李训等被诛官员的亲属。时任京兆尹张仲方不能匡正禁军横行干政，郑覃用薛元赏为京兆尹，出张仲方为华州刺史。文宗说宰相之任在选贤任能，李石说自己与郑覃常以此事为切。文宗曾看着郑覃说：“郑覃你老了，当无妄，试谕我堪比汉朝何等君主？”郑覃说：“陛下是汉文帝、汉宣帝一类君主。”文宗说：“岂敢指望这样！”李石欲强文宗之志使其不怠，说：“陛下之问和郑覃之对臣皆以为非。颜回匹夫罢了，自比于舜。陛下有四海，春秋富，当观得失于前，日引月长，以与尧、舜齐名，奈何比汉文帝、汉宣帝而又自以为不及。只希望陛下开肆厥志，不以汉文帝、汉宣帝自安，则大业可成。”当月，扬言要屠杀朝臣的宦官盐州巡边使田全操回京，引发了长安的恐慌，中书省吏卒也有逃去。郑覃建议李石避难，李石拒绝了，指出如果宰相逃跑了，整个长安都会陷入恐慌，如果灾难真的要降临，谁也跑不了。郑覃同意了。
但宦官仍然掌控政权，朝臣惶惶不可终日。开成元年（836年），文宗改元大赦，在紫宸殿问对。郑覃说近年赦令皆不及此。三月，昭義军（军部在今山西長治）节度使劉從諫言辞激烈地上疏为王涯、賈餗辩白，弹劾仇士良的罪行，仇士良等宦官才有所收敛，文宗和郑覃、李石也得以行使权力。后来文宗又在紫宸殿论政，问及治乱之别是人之正邪还是时运所致，郑覃认为由人，李石则认为也由时运。
文宗好文，时常向郑覃和时任皇太子侍读王起问政。郑覃虽然博于经籍要义，却不善著文，不喜欢进士浮华，甚至在开成初年奏礼部贡院罢进士科。春季，文宗看了中举名单后对侍臣说：“以前文格不妥，此次进士题目是朕出的，结果似乎胜过去年。”郑覃说：“陛下改诗赋格调，以正颓俗，但高锴（时任中书舍人，权知礼部贡举）也能励精选士，仰副圣旨。”文宗在紫宸殿问对谈及选士，郑覃说：“南北朝多用善作文之士，所以不治。士有才堪用即可用，何必文辞？”文宗说：“进士及第且已曾为州县官的，藩镇奏署就准奏，其余否。”郑覃说：“此科多是轻薄之人，不必尽用。”文宗说：“轻薄敦厚都是有的，未必独在进士。此科置了已二百年，也不可遽改。”郑覃说：“亦不可过于尊崇。”
文宗曾对宰相们说：“百司弛慢，要重条举。”于是指香炉说：“此炉一开始也华美完好，用之已久，没有光彩。若不加饰，如何复初？”郑覃对道：“丕变风俗，当考实效。自三十年已来，多不务实，取于颜情。如嵇、阮之流，不摄职事。”李石说：“这本是因为治平，人人无事，安逸所致。今之人俗也慕王夷甫，耻不能及之。”文宗说：“卿等辅朕，在振举法度而已。”
开成元年前宰相李固言复相，和郑覃、李石共事，他与李宗闵、杨嗣复交好，郑覃憎恶他。
文宗很怀念李训，每每对李石、郑覃、李固言等称李训之才：“李训伦常不如公等，但是天下奇才，公等不及。”
同时，在郑覃推荐下，由起居郎周墀、水部员外郎崔球、监察御史張次宗、礼部员外郎孔温业、国子祭酒高重等负责校定《九经》文字，不久又奉令刻上石头。完工后，郑覃加門下侍郎、弘文館学士、监修国史。四月，文宗曾在延英殿论及古诗好坏，郑覃说：“孔子所删的是三百篇。降此五言七言，辞非雅正，不足帝王赏咏。《诗》的《雅》《颂》都是下刺上所为，非上化下而作。王者采诗以考风俗得失，仲尼删定以为世规。近代陈后主、隋炀帝都能作章句，却不知王者大端，终有末年亡国。章句小道，愿陛下不取。”当时起居郎有官缺，李固言荐周敬复、崔球、张次宗三人，郑覃再三以为不可，说：“崔球游于宗闵之门，且赤墀下秉笔是千古法，不可朋党。如果用裴中孺、李让夷，臣不敢有丝毫异议。”文宗说：“公事不要有异议！”郑覃说：“如果宰相的意见都相同，必有欺陛下的事！”李让夷虽然于次年拜中书舍人，但也因郑覃的言论而被李珏和杨嗣复厌恶，在文宗一朝不至达官。当月，郑覃以李绅为河南尹。郑覃又奏太学置五经博士各一人，又因这些博士没有职田，五月，又奏请依王府官例给他们赐禄粟，获准。同月，张仲方入为秘书监。外界议论认为郑覃党附李德裕，排挤张仲方。郑覃担心卷入朋党，趁紫宸殿奏事时说：“丞郎缺人，臣欲用张仲方。”文宗说：“中台侍郎是朝廷的显贵职位。张仲方作为牧守无政绩，怎能做丞郎？”
九月，李石提出为前宰相宋申锡平反。宋申锡先前因被王守澄、郑注诬告谋反而被贬。郑覃、李固言都赞成，文宗也追复了宋申锡的生前官爵。太仆卿段伯伦去世，李石请文宗加其赙襚，郑覃说：“自古杀身利社稷，未有如秀实（指段伯伦父段秀实）者。”文宗恻然，为之罢朝一日，加段伯伦赙赠。文宗常言：“顺宗事不详实，史臣韩愈莫非当时屈于人？昔汉朝司马迁《与任安书》，辞多怨怼，故《武帝本纪》多失实。”郑覃说：“武帝中年大发兵事边，生人耗瘁，府库殚竭，司马迁所述没有言过其实。”李石说：“郑覃所陈是以武帝相谏，欲陛下终究盛德。”文宗说：“诚如此。靡不有初，鲜克有终。”郑覃说：“陛下乐观书，然要义不过一二，陛下所说是对的。宜时刻秉承。”
二年（837年）二月，李固言弹劾邓州刺史王堪、隋州刺史郑襄行为尤其不端，而王堪是郑覃所举，郑覃认为李固言冒犯自己，说：“臣知堪，故用为刺史。举天下不职的岂止这二人？”
三年（838年）正月，文宗命起居舍人魏谟献其祖上魏征之笏，郑覃说：“在人不在笏。”文宗说：“你没会我意，这也是甘棠之比。”这时李石、李固言都已不是宰相，和郑覃共事的是陈夷行、杨嗣复、李珏。杨嗣复与郑覃尤其有矛盾，李固言、李珏介入更激化纷争。杨嗣复数次推荐进士杜胜之材堪任谏官，郑覃不用。二月，郑覃进位太子太师。不久，宰相间就发生了争执，郑、陈为一派（都被认为是李党），杨、李为一派（都被认为是牛党）。当月杨嗣复提请把被贬为衡州（今湖南衡阳）司户参军事的李宗闵升官并调近京城，因为怕郑覃反对，托宦官秘密进言。文宗同意，在紫宸殿说李宗闵在外四五年，宜别授一官。郑覃坚决反对，说如果文宗怜李宗闵处于远地，移近内地三五百里即可，不可再用这等奸邪，如果李宗闵升官，他就辞职。杨、郑在文宗面前发生了激烈的争吵。文宗又想以李宗闵为一州刺史，郑覃又认为太过，只同意以为洪州司马、别驾，又说杨嗣复与李宗闵结党包庇之，李宗闵之恶甚于唐玄宗时期奸相李林甫。杨嗣复说郑覃之语大错，李宗闵在位时无李林甫妒贤害能破人家族之事，并举殷侑为韩益求官时，自己因韩益前年犯赃未准奏，而郑覃却找自己请托一事，指郑覃才是结党包庇之人。结果是李宗闵被任为杭州刺史。从此，朝廷的重要决策都蒙上了党争的色彩，文宗也难以驾驭。郑覃因是太子太师，想从尚书省奏事，太子詹事冯定奏道：“据《六典》，太师居詹事府，不合于都省礼上。”文宗诏郑覃于本司奏事，时人推美冯定。四月，奉敕每月与宾、詹左右春坊五品以上官员谒见皇太子，且每月二十六日、二十一日诣崇明门谒见，若遇阴雨休假即取以次双日。文宗因旱灾释放狱中囚徒，出宫人刘好奴等五百余人送到两街寺观，任其投奔亲戚。在紫宸殿问对时，李珏举晋武帝平吴后广选宫女的反例贺文宗此举德迈千古，郑覃也说：“晋武帝因采择之失，中原化为左衽；陛下以为殷鉴，放去是非常适合的。”文宗命郑覃亲往疏理京师刑狱，分命宰相祈雨於太庙太社白帝坛。八月，右拾遗窦洵直当衙论奏，郑覃、杨嗣复认为这是琐事，说窦洵直近乎求名。当月，宰相们在紫宸殿奏事，提出奖赏闲居苏州累年新近上疏论兵的陆洿官职，李珏支持并举窦洵直的例子，郑覃说：“若苞藏则不可知。”并要文宗防朋党。杨嗣复说：“郑覃疑臣朋党，乞陛下放臣归去。”于是拜乞罢免。李珏说朋党最近消亡了，郑覃却说近期又有小朋党杨汉公、张又新、李续出现了。李珏又奏边事来打断郑覃，郑覃说：“论边事安危，臣不如李珏；嫉朋党之恶则李珏不如臣。”杨嗣复又以自己被郑覃指为朋党而奏请辞相，文宗慰勉之。当时文宗方以政事委杨嗣复，因此恶郑覃直言。十月，皇太子李永薨，时郑覃复为国子祭酒，作为册使持节册其谥号庄恪。十二月，郑覃请辞。文宗没有答应，罢其太子太师，允许他可以隔三五天才到中书省报到。
郑覃清俭，陈夷行耿介，杨嗣复等很嫉恨他们。四年（839年）四月，又一场大争执爆发了。文宗表扬度支杜悰的才干，杨嗣复、李珏推荐他任户部尚书。陈夷行说：“这应该由皇帝做决定，不能把权力都下放给臣僚。”李珏说：“陛下先前告诉我，皇帝应该选择宰相，而不是怀疑宰相。”五月，文宗问延英殿政事时，陈夷行再次强调皇帝不能放权给臣僚。受到攻击的李珏反驳：“陈夷行显然是怀疑有宰相在从陛下手中盗取权力。我此前已多次请求退休，如果我能被任命为一位亲王的老师，就有幸了。”郑覃说：“陛下在开成元年和二年（指836年和837年）做得很好，开成三年和四年就稍差了。”杨嗣复说：“头两年，是郑覃和陈夷行当宰相。开成三年和四年，臣和李珏也当了宰相。显然，这是我的罪过。”又说：“我不敢再进宰相官署了！”便不顾文宗在场，顾自退场。文宗派一个宦官去安抚他，说郑覃失言，郑覃也做了部分道歉，说：“臣愚昧。我不是刻意针对杨嗣复，但他的反应表明他容不下我。”杨嗣复说：“郑覃说政事一年不如一年，这不仅是怪罪臣，更是在指责陛下的圣德。”虽然文宗说郑覃之言是偶然，此后，杨嗣复数日不入中书省，数次请辞。文宗正委任杨嗣复，于是五月，郑覃、陈夷行都被罢相，郑覃再次担任右仆射，一作守尚书左仆射。郑、陈都罢相后，杨嗣复才复提拔李宗闵为相。
严厚本改故宰相元载谥号为“忠”，郑覃问：“元载有贪贿之罪，又放纵悍妻恶子，为什么谥他‘忠’？”严厚本说：“元载赃罪盈亿是可恶，但当代宗朝有人不利于东宫时，元载有翊戴德宗之功。”于是元载得以改谥。
郑覃与先前的宰相杨绾、郑余庆同为大儒，辅政期间也都议优学科，先经谊，黜进士，后文辞，但终无法将历经安史之乱后的儒学恢复到貞觀、开元的水平。

### 唐武宗年间
五年（840年），唐文宗驾崩，其弟唐武宗继位。不久，李德裕复相，想推荐郑覃复相，郑覃称有足疾，不能胜任朝谒，拒绝了。于是授司空。会昌二年（842年），他以守司徒致仕，五月以太子太师致仕去世。
《旧唐书·杨假传》载郑覃任华州刺史时署杨假为从事，改浙西道观察使后又以杨假为大理评事。郑覃从未担任华州刺史和浙西道观察使，这是将郑朗误记作郑覃所致。
郑覃年轻时清苦贞退，不轻易与人款狎。位至宰相后，居所未尝增饰，仅能遮蔽风雨。家无媵妾，人们都仰慕其清高。但嫉恶太过，容不下的事很多，众人因而害怕厌恶他。
后唐明宗年间，流传的诸经多有错误，宰相冯道、李愚委学官田敏等取长安的郑覃所刊石经，雕为印版，流布天下，后进赖之。清朝严可均与丁溶同治石经，著校文十卷，自序称“郑覃、唐元度辈皆通儒，颇见古本。”并提到虽然后唐的雕版历宋朝、元朝、明朝转刻生误，但石经原本尚在。

## 作品
- 与他人合撰《唐六译金刚经赞》一卷[69]

## 评价
- 《旧唐书》：陈、郑诸公，章疏议论，绰有端士之风。天子待以贤能，付之以鼎职。延英献纳，罕闻康济之谟；文陛敷扬，莫副具瞻之望。加以互生倾夺，竞起爱憎。

## 子孙
- 郑裔绰，秘书监
  - 郑氏，嫁山东旧门九品卫佐崔皋。文宗重其不与权臣通婚。[2]
- 三子郑孺融，娶崔郧之女[70]